# Frente de Liberación Homosexual (Argentina)
El Frente de Liberación Homosexual (a veces abreviado FLH) fue una organización de derechos de los homosexuales en Argentina. Formado en una reunión de Nuestro Mundo en agosto de 1971, el FLH finalmente se disolvió en 1976 como resultado de la severa represión después del golpe de Estado en Argentina de 1976.
El FLH estaba formado por una variedad de grupos semiautónomos que operaban individualmente pero mantenían contacto entre sí a través de una estructura organizativa no jerárquica, lo que permitía la coordinación y la colaboración en acciones y documentos. Muchos de estos grupos eran de extrema izquierda y expresaban antiimperialismo y anticapitalismo junto con su defensa de los derechos LGBT, los derechos de la mujer y los derechos laborales; una visión de todas las formas de opresión como interconectadas era un aspecto clave del FLH en general.
En 1973 y 1974, un gran sector del FLH, liderado por Néstor Perlongher, se involucró en el peronismo, a pesar de las objeciones de otros miembros del FLH que notaron la participación pasada de Juan Domingo Perón en la represión de los homosexuales. Miembros del grupo estuvieron presentes en la toma de posesión de Héctor José Cámpora en mayo de 1973 y en la masacre de Ezeiza en junio del mismo año. A fines de 1974, la FLH se había separado completamente del peronismo después de que Perón fuera nuevamente presidente y restableciera la «Brigada de la Moralidad», encargada de la represión estatal de la sexualidad.
En septiembre de 1973, la FLH publicó 5000 ejemplares de un periódico único titulado Homosexuales. Posteriormente publicaron seis números de una revista underground llamada Somos, desde diciembre de 1973 hasta enero de 1976. Somos incluía críticas al capitalismo, al patriarcado y a la heteronormatividad, así como mensajes utópicos sobre la libertad sexual; con el paso del tiempo se volvió menos periodístico y más cultural, y comenzó a incluir arte y poesía.
Después de la muerte de Juan Domingo Perón en 1974, los ataques a personas homosexuales por parte de grupos paramilitares de derecha se hicieron más frecuentes, lo que provocó que el número de miembros del FLH cayera de unos cien a aproximadamente una docena de personas. José López Rega pidió exterminar a los homosexuales y ordenó a la policía «asustarlos para que no salgan de las calles». El FLH finalmente se disolvió en junio de 1976 como resultado de una severa represión política. Algunos miembros huyeron a Europa y otros países de América Latina, y muchos otros fueron torturados, desaparecidos o asesinados durante la Guerra Sucia.

## Formación
Según Héctor Anabitarte, la FLH comenzó durante una reunión en una tarde de agosto de 1971 en la casa de Pepe Bianco, un intelectual que no estaba de acuerdo con la idea de un movimiento por los derechos de los homosexuales pero que sin embargo permitió que su casa se usara para reuniones de Nuestro Mundo y tradujo sus artículos al inglés para que pudieran ser leídos por grupos en América del Norte. En el libro Historia de la homosexualidad en Argentina, Osvaldo Bazán escribió que Bianco vivía con su madre y que el encuentro efectivamente tuvo lugar en el departamento de Blas Matamoro en Once. En la reunión, al grupo de miembros de Nuestro Mundo se sumó un grupo de otros, muchos de ellos estudiantes universitarios que cursaban estudios de ciencias sociales en la Universidad de Buenos Aires. Entre las personas que estuvieron presentes y serían miembros del FLH cuando se creó se encuentran Anabitarte, Blas Matamoro, Juan José Sebreli, Manuel Puig y Juan José Hernández. Néstor Perlongher, otro miembro que se unió a la FLH a través de la organización estudiantil Eros, se convertiría rápidamente en una figura central de la FLH.

## Estructura e ideología
Poco después de la formación del Frente de Liberación Homosexual, los miembros eliminaron su liderazgo inicial, decidiendo en su lugar una organización no jerárquica para evitar el autoritarismo y tener una estructura que no recordara a una familia patriarcal. Los diferentes grupos dentro del FLH eran semiautónomos entre sí, operando individualmente pero manteniéndose en contacto para facilitar la organización de acciones conjuntas y acordar el contenido de los documentos. Se celebraban grandes reuniones informativas en residencias privadas para proporcionar información sobre el FLH; después de una explicación general de la plataforma política de la organización, las personas que se interesaban podían unirse a un «grupo de concientización» llamado Alborada desde el cual podían transferirse a una de las otras facciones que componían el FLH.
Todos los grupos del FLH acordaron los Puntos Básicos de Acuerdo del Frente de Liberación Homosexual, un acuerdo creado en mayo de 1972  que tenía una visión avanzada de la homosexualidad para su época.  Las estipulaciones del acuerdo incluían que «los homosexuales son oprimidos social, cultural, moral y legalmente. Son ridiculizados y marginados, sufriendo duramente el absurdo impuesto brutalmente de la sociedad heterosexual monogámica» y que «esta opresión proviene de un sistema social que considera a la reproducción como objetivo único del sexo». Muchas facciones de la FLH estaban en la extrema izquierda, sostenían posiciones radicales y defendían el antiimperialismo y el anticapitalismo junto con su defensa de los derechos LGBT, los derechos de la mujer y los derechos laborales; esta visión de todas las formas de opresión como interconectadas era un aspecto clave de la FLH.   El marxismo y el feminismo fueron aspectos centrales del análisis político de la FLH, y por lo tanto la homosexualidad fue entendida como subversiva porque desafiaba al patriarcado. El Partido Pantera Negra estuvo entre las inspiraciones del FLH; el miembro Juan José Hernández proporcionó al grupo una publicación de los Panteras Negras que le había enviado un amigo en los Estados Unidos, y el texto fue traducido al español por Pepe Bianco.
El Frente de Liberación Homosexual fue clandestino durante toda su existencia. Cuando la revista Panorama entrevistó a dos de sus miembros en 1972, los dos hombres llevaban pasamontañas que les cubrían el rostro y explicaron que esta y otras prácticas secretas se debían a la persecución que enfrentaban.

### Grupos miembros
El Frente de Liberación Homosexual llegaría a incluir más de diez grupos. Nuestro Mundo, Eros y Alborada se involucraron tempranamente, al igual que los Profesionales, un grupo de escritores muy conocidos. Safo, que estaba formada por lesbianas, se unió después de la creación del FLH, al igual que Emmanuel, un grupo de cristianos. Se unieron otros dos grupos religiosos, para un total de tres: uno católico, uno protestante y uno centrado en el tercermundismo. Un grupo, Bandera Negra, se separó de Eros por desacuerdos sobre el anarquismo y se convirtió en un grupo anarquista dentro del FLH.
Hubo tensión entre el intelectualismo y el militantismo dentro del FLH, particularmente entre los Profesionales y Eros. Los Profesionales eran mayores y más moderados, y los miembros de esa facción eran conocidos públicamente debido a sus escritos; el miembro Juan José Sebreli argumentó que el deseo de Eros de tomar acción era una interrupción de la discusión de la teoría y las ideas.

## Relación con el peronismo
A pesar del antiautoritarismo del Frente de Liberación Homosexual, muchos miembros del grupo se interesaron por el ala izquierda del peronismo durante su ascenso en 1973. Un grupo grande de los miembros más jóvenes del FLH, incluido Eros y liderado por Nestor Perlongher, creía que una conexión entre el peronismo y el FLH era una posibilidad deseable. Otra gran facción dentro del FLH desconfiaba del peronismo, mientras que Manuel Puig, Néstor Perlongher, Blas Matamoro y Héctor Anabitarte, apoyaron la candidatura de Cámpora públicamente.
 en cambio Juan José Sebreli, miembro de un grupo del FLH llamado «Triángulo Rosa», abandonó el FLH porque no estaba de acuerdo con que el FLH formara un vínculo con el peronismo.
Hubo presencia de la FLH en la toma de posesión de Héctor José Cámpora en mayo de 1973, donde el grupo sostenía una gran pancarta con un lema basado en una letra de la Marcha Peronista: «Para que reine en el pueblo el amor y la igualdad - Libertad a los presos políticos». Después de que Cámpora asumió la presidencia, la represión policial contra los homosexuales cesó esencialmente durante el cual el peronismo se hizo más popular dentro del FLH y la facción pro-peronista del grupo ganó más poder. Como resultado, el FLH inició diálogos con los líderes peronistas y el gobierno; el enfoque principal del FLH durante este período fue el lobby en un intento de influir en las políticas públicas.
Un grupo de miembros del FLH también estuvo presente cuando Perón regresó a Argentina el 20 de junio de 1973, un evento que se conocería como la masacre de Ezeiza; repartieron folletos firmados por el FLH y Eros, y llevaron una pancarta que proclamaba el apoyo del FLH tanto al peronismo como al propio Perón. Sin embargo, no hubo un consenso pleno dentro de la FLH a favor del peronismo, ni tampoco lo hubo para que sus militantes estuvieran presentes en Ezeiza para el evento.
El peronismo de izquierda y la izquierda revolucionaria en su conjunto eran algo inaccesibles para la FLH debido a la homofobia; el consenso entre la izquierda era que la homosexualidad era un producto contrarrevolucionario de la degeneración moral bajo el capitalismo, y desaparecería después de la revolución junto con problemas como el analfabetismo y el desempleo. La marginación por parte de otras organizaciones de izquierda fue una queja común dentro del grupo, y tanto en la asunción de Cámpora como en el regreso de Perón, otros grupos que asistieron se mantuvieron a pocos metros de los manifestantes del FLH en todos los lados. Antonio Cafiero reconoció en 2009 que los homosexuales no habían sido bienvenidos en el Partido Justicialista durante la época del FLH, y activistas del FLH reportaron haberse reunido con asesores de Héctor José Cámpora quienes les dijeron que los homosexuales podían curarse en campos de rehabilitación cuando Cámpora tomara el poder.
Miembros del FLH expresaron su afinidad con el peronismo de izquierda en una entrevista con la revista Así, publicada en el número de julio de 1973. El coronel Jorge Osinde utilizó esta asociación para desacreditar a las organizaciones peronistas de izquierda Juventud Peronista y Montoneros, [cita requerida]colocando carteles que acusaban a ambos grupos de ser drogadictos y homosexuales. La respuesta tanto de Montoneros como de la Juventud fue homofóbica; comenzaron a utilizar un cántico en las marchas en el que negaban ser «putos» (un término peyorativo para los hombres homosexuales) y «faloperos» (un término peyorativo del argot argentino para referirse a las personas adictas a las drogas).
En 1974, cuatro meses después de asumir el cargo, Perón restableció la «Brigada de la Moralidad», encargada de la represión estatal de la sexualidad. La represión a los homosexuales superó niveles históricos y la Alianza Anticomunista Argentina comenzó a actuar. A fines de 1974, el FLH se había separado totalmente del peronismo.

## En los medios
En agosto de 1972 la primera entrevista al Frente de Liberación Homosexual fue publicada por la revista Panorama en un artículo titulado Homosexualidad, las voces clandestinas. La entrevista fue con dos miembros del FLH que llevaban pasamontañas que cubrían sus rostros. En la entrevista, ambos denunciaron la represión política que se estaba viviendo en ese momento, desacreditaron múltiples creencias pseudocientíficas sobre la homosexualidad y expresaron que la FLH estaba interesada en trabajar con otros grupos de izquierda. También compararon el machismo con el fascismo, diciendo que «el machismo es el fascismo de entrecasa». El artículo de Panorama sensacionalizó al FLH y enfatizó las similitudes entre éste y los grupos guerrilleros de Argentina en ese momento.
En septiembre de 1972, la FLH emitió un comunicado de prensa después de que sus miembros fueran atacados por agentes de policía mientras pintaban la frase Lesbiana no estás sola. El comunicado denunció la agresión de la policía y fue reproducido por numerosos medios, entre ellos Crónica y La Opinión.
Miembros del FLH fueron entrevistados para el número de julio de 1973 de la revista Así, que se tituló Temores y deseos del homosexual argentino. En la entrevista identificaron al FLH como vinculado a la izquierda peronista. En la portada del número de septiembre de 1973, la FLH respaldó al Partido Justicialista.
La última aparición pública del FLH fue en un artículo publicado en Crónica el 11 de febrero de 1976, y titulado Extraña protesta: Homosexuales se quejan de persecución. El grupo se disolvió poco después debido a la represión política.

## Publicaciones
En 1972, en un esfuerzo por aprovechar el descontento público con el gobierno, el Frente de Liberación Homosexual inició una campaña de propaganda en la que se arrojaron volantes en papeles de colores a espacios públicos. Cada volante fue cortado en una forma llamativa y tenía la imagen de un puño levantado junto con un eslogan. El objetivo de la campaña era fomentar la empatía hacia los homosexuales equiparando la represión de los homosexuales con la represión política en su conjunto.
Las pancartas, volantes y otras comunicaciones del grupo se caracterizaban por utilizar estilos de capitalización no uniformes, como se ve en la pancarta que portaron los miembros de FLH en la toma de posesión de Héctor José Cámpora en mayo de 1973.

### Homosexuales
En septiembre de 1973, el Frente de Liberación Homosexual publicó 5000 ejemplares de un periódico único titulado Homosexuales. Destinado al consumo público, el periódico circuló entre funcionarios gubernamentales y activistas, y además se vendió en algunos quioscos; también se enviaron copias a algunas organizaciones internacionales. Los artículos pretendían apelar a las facciones políticas con las que el FLH estaba interesado en colaborar y responder a la retórica homofóbica más popular de la época.
El periódico comenzaba con una descripción del FLH. Los Profesionales escribieron dos artículos: uno analiza la historia de la homosexualidad en Mesopotamia y argumenta que no fue reprimida, y el otro establece una conexión entre el machismo y el capitalismo. Una sección analizó el Informe Kinsey y argumentó que la homosexualidad era inevitable y natural a lo largo de la historia de la humanidad. También se incluyeron una reproducción de los panfletos distribuidos en Ezeiza al regreso de Juan Domingo Perón, una petición al Ministerio del Interior para derogar las normas antihomosexualidad y tres artículos de grupos norteamericanos. Uno de ellos, escrito por un grupo de homosexuales católicos, defendía a la Iglesia católica frente a las críticas comunes e intentaba apelar a sectores progresistas de la Iglesia. Los otros dos fueron escritos por grupos negros de Estados Unidos e incluían una carta de los Panteras Negras y un folleto de un grupo de homosexuales negros que reprendía a los revolucionarios que no defendían ni apoyaban la homosexualidad.

### Somos
El Frente de Liberación Homosexual publicó una revista clandestina titulada Somos  desde diciembre de 1973 hasta enero de 1976,  alcanzando una tirada impresa de 500 ejemplares.  Mimeografiado de forma encubierta en una oficina del Partido Socialista de los Trabajadores,  Somos tomó la forma de números de 50 páginas publicados trimestralmente, aunque los dos números finales en diciembre de 1975 y enero de 1976 fueron más cortos. A diferencia de Homosexuales, que estaba destinado a ser leído por no homosexuales, el público objetivo de Somos eran los propios homosexuales. Además, donde las publicaciones anteriores de FLH incluían solo texto, Somos tenía ilustraciones.
El primer número de Somos incluía el siguiente mensaje:
 

Una vez, alguno de nosotros soñó con un lugar. Era un lugar abierto, espaciado. Había una avenida que se llamaba LIBERTAD. En lugar de explotarse los unos a los otros, la gente se amaba. Nadie agredía a nadie, porque todos hacían el amor con quien querían. (…) Nadie se quedaba con lo que habían producido los demás.

Además de mensajes utópicos sobre la libertad sexual, Somos incluyó críticas al capitalismo, al patriarcado, a la heteronormatividad y al trato a los homosexuales en Cuba. También publicó mensajes de grupos externos que estaban alineados con la FLH, incluida la Unión Feminista Argentina. Los artículos incluían noticias de grupos homosexuales extranjeros y relataban eventos históricos, incluida una importante redada policial en Buenos Aires en 1954 y cuatro acciones legales contra personas acusadas de sodomía durante la Edad Media. La FLH y Somos no sugirieron que la homosexualidad en la Antigua Grecia fuera aceptada o alentada, a diferencia de muchos otros movimientos homosexuales que construyeron mitos fundacionales que involucraban el concepto.
El tercer número de Somos, publicado en 1974, abogaba por el orgullo por la identidad homosexual compartida:
 

Los homosexuales típicamente carecemos, como cualquier grupo oprimido, de una identidad satisfactoria. (...) Debemos pues construir una identidad homosexual, reivindicando en primer término nuestra condición de seres humanos con los mismos derechos de cualquier otro, exenta de noción de enfermedad o inferioridad o anormalidad. Y en segundo lugar, debemos reivindicaron orgullosamente como homosexuales, tirando de una vez por la borda el tremendo peso de la vergüenza y la culpa que nos han hecho sentir.

También incluía una sección sobre métodos de tratamiento para infecciones de transmisión sexual. Los números posteriores se volvieron menos periodísticos y más culturales, con artículos que contaban historias de arrestos y experiencias en prisión en primera persona, e incluían poesía y arte. Muchos artículos comenzaron a utilizar jerga de la comunidad. El número 4 incluía una lista de cientos de formas de referirse a la felación y al sexo anal, incluyendo hacer el frufrú y tirar del fideo.
El sexto y último número de Somos se publicó en enero de 1976, con un menor número de páginas que reflejaba el deterioro de la FLH bajo la represión política. El grupo se disolvería poco después.

## Disolución
Después de la muerte de Juan Perón en 1974 y durante la presidencia de Isabel Perón, el número de miembros del Frente de Liberación Homosexual se redujo de alrededor de cien a aproximadamente una decena de personas debido a un aumento de los ataques a los homosexuales por parte de grupos paramilitares de derecha. José López Rega pidió el exterminio de los homosexuales.
Sus cuadros estaban formados por homosexuales de clase baja, muchos de ellos activistas sindicales. Su líder, Héctor Anabitarte, era dirigente sindical y ex militante comunista que había sido degradado por su orientación sexual. Durante dos años repartieron, en forma intensiva, boletines de prensa. En marzo de 1976 el nuevo gobierno ordena los agentes de policía «espantar a los homosexuales de las calles» mientras comenzaban los preparativos para la Copa Mundial de Fútbol de 1978 que se celebraría en Argentina. El FLH finalmente se disolvió en junio de 1976 como resultado de la severa represión política que siguió al golpe de Estado en Argentina de 1976. Muchos miembros fueron torturados, desaparecidos o asesinados durante la Guerra Sucia, mientras que otros huyeron a Europa y a otros países de América Latina.

### Citas
1. ↑  Encarnación, 2011, p. 106.
2. 1 2 3 4  Bazán, 2010, p. 340.
3. ↑  Encarnación, 2016, p. 57.
4. ↑  Bazán, 2010, p. 353.
5. 1 2  Bazán, 2010, p. 341.
6. ↑  Shaffer, 2012, p. 66.
7. 1 2 3 4  Insausti, 2019, p. 6.
8. 1 2 3 4  Bazán, 2010, p. 342.
9. 1 2 3 4 5 6 7 8  González, 2015.
10. ↑  Ben y Insausti, 2017, p. 299.
11. 1 2  Moscoso Cadavid, 2011, p. 6.
12. 1 2  Domínguez Ruvalcaba, 2016, p. 96.
13. ↑  Domínguez Ruvalcaba, 2016, p. 97.
14. ↑  Bazán, 2010, p. 340–341.
15. ↑  Brown, 2002, p. 120.
16. 1 2 3 4 5 6 7  Insausti, 2019, p. 7.
17. ↑  Bazán, 2010, p. 344.
18. 1 2 3  Bazán, 2010, p. 354.
19. 1 2 3  Insausti, 2019, p. 8.
20. ↑  «Página/12 :: soy». www.pagina12.com.ar. Consultado el 21 de agosto de 2018.
21. ↑  Simonetto, 2014, p. 2.
22. 1 2  Bazán, 2010, p. 354–355.
23. ↑  Insausti, 2019, pp. 8–9.
24. 1 2 3  Modarelli, 2009.
25. 1 2 3 4 5 6  Insausti, 2019, p. 10.
26. ↑  Bazán, 2010, p. 343.
27. ↑  Moscoso Cadavid, 2011, p. 5.
28. 1 2  Insausti, 2019, p. 13.
29. ↑  Bazán, 2010, p. 355.
30. 1 2  Insausti, 2019, p. 9.
31. 1 2 3 4 5  Insausti, 2019, p. 11.
32. ↑  Moscoso Cadavid, 2011, p. 14.
33. ↑  Moscoso Cadavid, 2011, p. 10.
34. 1 2  Brown, 2002, p. 121.
35. ↑  Encarnación, 2018, p. 199.

### Obras citadas
- Bazán, Osvaldo (2010). Historia de la homosexualidad en la Argentina: de la conquista de América al siglo XXI (2.º edición). Buenos Aires: Marea Editorial. pp. 340-355. ISBN 978-987-1307-35-7. OCLC 173722078.
- Ben, Pablo; Insausti, Santiago Joaquin (27 de abril de 2017). «Dictatorial Rule and Sexual Politics in Argentina: The Case of the Frente de Liberación Homosexual, 1967–1976». Hispanic American Historical Review (en inglés) 97 (2): 297-325. ISSN 0018-2168. doi:10.1215/00182168-3824077.
- Brown, Stephen (2002). «"Con discriminación y represión no hay democracia": The Lesbian Gay Movement in Argentina». Latin American Perspectives 29 (2): 119-138. ISSN 0094-582X. doi:10.1177/0094582X0202900207.
- Domínguez Ruvalcaba, Héctor (2016). Translating the Queer: Body Politics and Transnational Conversations. Londres: Zed Books. ISBN 978-1-78360-293-3. OCLC 944087265.
- Encarnación, Omar G. (2011). «Latin America's Gay Rights Revolution». Journal of Democracy 22 (2): 104-118. ISSN 1086-3214. doi:10.1353/jod.2011.0029.
- Encarnación, Omar (2016). Out in the Periphery: Latin America's Gay Rights Revolution. Oxford University Press. ISBN 9780190469726.
- Encarnación, Omar G. (2018). «A Latin American Puzzle: Gay Rights Landscapes in Argentina and Brazil». Human Rights Quarterly 40 (1): 194-218. ISSN 1085-794X. doi:10.1353/hrq.2018.0007.
- González, Miguel (2015). «Sexo y Revolución. El Frente de Liberación Homosexual y la moral burguesa.». Jornada Interescuelas de Historia.
- Insausti, Santiago Joaquin (2019). «Una historia del Frente de Liberación Homosexual y la izquierda en Argentina.». Revista Estudos Feministas 27 (2). ISSN 1806-9584. doi:10.1590/1806-9584-2019v27n254280.
- Modarelli, Alejandro (20 de marzo de 2009). «Víctimas sin nombre». Página/12. Consultado el 25 de septiembre de 2021.
- Moscoso Cadavid, Javier Martín (2011). «Somos: representaciones de "nosotros" y "ellos" en la revista del F.L.H». Jornadas de Jóvenes Investigadores (Instituto de Investigaciones Gino Germani, Universidad de Buenos Aires).
- Shaffer, Andrew (14 de diciembre de 2012). The Lavender Tide: LGBTQ Activism in Neoliberal Argentina (Tesis). University of San Francisco.
- Simonetto, Patricio (30 de junio de 2014). «Imagen, estética y producción de sentido del Frente de Liberación Homosexual (1967–1976)». Corpus 4 (1). ISSN 1853-8037. doi:10.4000/corpusarchivos.709.

## Lectura adicional
- Simonetto, Patricio (12 de junio de 2020). «La otra internacional. Prácticas globales y anclajes nacionales de la liberación homosexual en Argentina y México (1967–1984)». Secuencia (107). ISSN 2395-8464. doi:10.18234/secuencia.v0i107.1697.
- Simonetto, Patricio (2017). Entre la injuria y la revolución: El Frente de Liberación Homosexual. Argentina, 1967–1976. Bernal: Universidad Nacional de Quilmes. ISBN 978-987-558-419-8.
- Cid, Jorge (2020). «Formulación poética de la persecución y el activismo: Néstor Perlongher en el Frente de Liberación Homosexual argentino.». Nomadías (29): 155-180. ISSN 0719-0905. doi:10.5354/0719-0905.2021.61060.

- Datos: Q8962833
- Multimedia: Frente de Liberación Homosexual / Q8962833